# Куравонг тасманійський
Куравонг тасманійський (Strepera fuliginosa) — вид горобцеподібних птахів родини ланграйнових (Artamidae).

## Поширення
Ендемік Тасманії та островів Бассової протоки. Живе у вологих евкаліптових лісах.

## Опис
Великий птах, завдовжки до 50 см, вагою 327—457 г. Тіло міцне, з довгим квадратним хвостом, міцними крилами, великою головою і міцними ногами. Дзьоб довгий, масивний, із загнутим кінчиком. Оперення чорне, лише кінчики хвоста та махові пера білі. Дзьоб і ноги теж чорні, а очі жовті.

## Спосіб життя
Трапляється у невеликих зграях. Проводить більшу частину дня у пошуках їжі. Вночі сидить на верхівках дерев. Всеїдний птах. Живиться великими комахами та іншими безхребетними, дрібними хребетними, яйцями птахів і плазунів, фруктами, ягодами, насінням, нектаром. Сезон розмноження триває з серпня по грудень. Моногамні птахи. Гніздо будує самиця серед гілок високого дерева. У гнізді 2-4 рожево-сірих яйця. Інкубація триває близько місяця. Насиджує самиця. Про пташенят піклуються обидва батьки.

## Підвиди
- Strepera fuliginosa fuliginosa (Goud, 1837) — номінальний підвид, поширений у Тасманії;
- Strepera fuliginosa parvior Schodde & Mason, 1999 — ендемік острова Фліндерс;
- Strepera fuliginosa colei Mathews, 1916 — ендемік острова Кінг.